# Tenuipalpus yarensis
Tenuipalpus yarensis är en spindeldjursart som beskrevs av Hasan, Bashir och Wakil 2003. Tenuipalpus yarensis ingår i släktet Tenuipalpus och familjen Tenuipalpidae. Inga underarter finns listade i Catalogue of Life.